# Kanton Amiens-1
Der Kanton Amiens-1 ist seit 2015 ein französischer Wahlkreis im Département Somme in der Region Hauts-de-France. Er umfasst einen Teil der Stadt Amiens im Arrondissement Amiens.